# غلايوكسيزوم

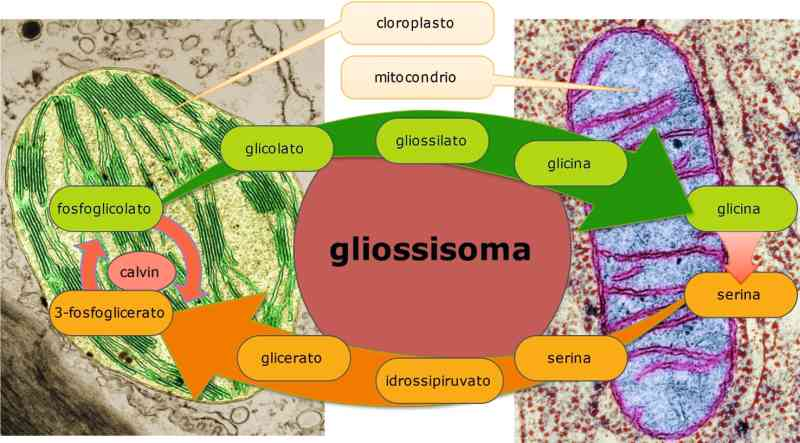

غلايوكسيزوم هي جسيمات تأكسدية متخصصة وجدت بالنباتات (ولا سيما في أنسجة تخزين الدهون في البذور النابتة) وايضا في الفطريات الخيطية. وتلك البذور تحتوي على الدهون وزيت الذرة وفول الصويا وعباد الشمس والفول السوداني واليقطين. 
وكما هو الحال في كل جسيم تأكسدي، في الغلايوكسيزوم تتأكسد الأحماض الدهنية إلى CoA أسيتيل مرافق الإنزيم-أ بواسطة الانزيمات β للأكسدة. وعندما يتم أكسدة الأحماض الدهنية فإنه بيروكسيد الهيدروجين (H2O2) ينتج، ويتم استهلاك الأكسجين، حيث أن هذه البذور تحتاج إلى الأكسجين لتنبت. 
بالإضافة إلى الوظائف التأكسدية، فإن الغلايوكسيزوم تمتلك الانزيمات الرئيسية التي تقوم بإنجاز دورة الغلوكسيلات. وهكذا، الغلايوكسيزوم (كما هو في كل جسيم تأكسدي) يحتوي على الانزيمات التي تبدأ بتكسير الأحماض الدهنية وبالإضافة إلى ذلك تمتلك هذه إنزيمات لإنتاج منتجات وسيطة لتجميع السكريات بواسطة استحداث السكر. حيث أن البذور تستخدم هذه السكريات المستخرجة من الدهون حتى تصبح ناضجا بما فيه الكفاية لإنتاجها عن طريق التمثيل الضوئي. والجسيم تأكسدي المصنع يشارك أيضا في التنفس الضوئي وفي عمليات الايض النيتروجينية في العقد الجذرية.

## وصلات خارجية
- ن.ف.م.ط A11.284.195.190.500.585.250